# 里奇·劳雷尔
理查德·劳雷尔（英語：Richard Laurel，1954年7月11日—），美国NBA联盟前职业篮球运动员。他在1977年的NBA选秀中第1轮第19顺位被波特兰开拓者选中。